# Leandro Usuna
Leandro Usuna est un surfeur argentin né le 21 décembre 1987 à Mar del Plata, en Argentine.

## Carrière
Il participe aux Jeux olympiques d'été de 2020.